# Dominic Johnson
Dominic Laurence Johnson (Castries, 31 de outubro de 1975) é um antigo atleta de Santa Lúcia, que competia no salto com vara.
Frequentou a Universidade do Arizona, nos Estados Unidos, onde se graduou em Antropologia. Iniciou-se no atletismo como praticante de decatlo, tendo-se mais tarde dedicado exclusivamente ao salto com vara. O seu máximo pessoal é de 5.70 m e foi conseguido em 2000. Para além do salto com vara, Johnson é também recordista nacional de decatlo, de 110 m barreiras e da estafeta 4 x 100 metros.
O seu maior sucesso desportivo foi a obtenção da medalha de ouro nos Jogos Centro-Americanos e do Caribe de 2002. Para além disso, ganhou a medalha de bronze nos Jogos da Commonwealth de 2002 e nos Jogos Pan-Americanos de 2003.